# Караван, Александр Филиппович
Александр Филиппович Караван (30.08.1902 — 30.12.1974) — советский военный деятель, генерал-майор танковых войск (Постановление СНК СССР № 274 от 11.03.1944).

## Начальная биография
Родился 30 августа 1902 года в селе Козацкое Звенигородского уезда Киевской губернии. Украинец. Отец Караван Филипп Варфоломеевич. Мать Олимпиада Григорьевна (девичья фамилия Стеценко). Родители до 1917 г. жили в Киеве, отец работал продавцом, а с 1914 по 1917 гг. содержал меблированные комнаты в г. Киев. После 1917 г. работал в с. Козацком в собственном хозяйстве, а в последующем - в колхозе в с. Козацкое. Скончался в 1931 г.
Окончил 7 классов Лесная гимназия в Пуща Водица Киевской губернии (1918). С 1918 г. по 1922 г. жил с родителями в с. Козацкое, где работал в хозяйстве отца.
Член ВКП(б) с 1928 г. (п/б № 1011629, 01803598). Образование. Окончил 4-ю Киевскую Артиллерийскую школу (1925), КУКС зенитной артиллерии (1928), ВАММ (1936).
Служба в армии. В РККА добровольно с 7 июня 1922 г.
Участие в войнах, военных конфликтах. Великая Отечественная война (с мая 1942 по май 1945).

## Военная служба
С 7 июня 1922 г. по август 1925 г. - курсант 4-й Киевской Артиллерийской школы.
С августа 1925 г. - командир взвода 30-го артиллерийского полка 30-й стрелковой дивизии (г. Днепропетровск). С ноября 1925 г. - начальник связи батареи 30-го артиллерийского полка 30-й стрелковой дивизии. С февраля 1926 г. - командир взвода 2-го зенитно-артиллерийского полка (г. Севастополь). С марта 1926 г. - начальник связи батареи 2-го зенитно-артиллерийского полка. С мая 1925 г. - начальник связи батареи мех/тяги 2-го зенитно-артиллерийского полка.
С сентября 1927 г. по август 1928 г. - слушатель курсов усовершенствования комсостава зенитной артиллерии Украинского ВО.
С августа 1928 г. - командир взвода 121-го артиллерийского полка (Украинский ВО). С 14 мая 1929 г. - командир взвода учебной батареи 121-го артиллерийского полка. С 11 октября 1929 г. - и.д. курсового командира в школе зенитной артиллерии в Севастополе. 14 апреля 1931 г. утверждён в занимаемой должности.
С ноября 1931 г. - слушатель факультета механизации и моторизации Военно-технической академии (Ленинград). В мае 1932 г. вместе с факультетом переводится в Москву в Военную Академию Механизации и Моторизации РККА им. И. В. Сталина на командный факультет. Приказом НКО № 1694 от 15.11.1936 г. - окончил ВАММ.
Приказом НКО № 04 от 04.01.1937 г. назначен помощником командира танкового батальона Т-26 по подготовке и переподготовке н/с запаса 3-й запасной танковой бригады (Рязань). Приказом НКО № 2028 от 31.08.1938 г. назначен ассистентом кафедры тактики АБТВ Военной академии механизации и моторизации РККА им. И. В. Сталина. Приказом НКО № 11/орг от 13.01.1939 г. назначен младшим преподавателем тактики Военной академии механизации и моторизации РККА.

### Великая Отечественная война
Начало Великой Отечественной войны встретил младшим преподавателем тактики Военной академии механизации и моторизации РККА. 
С мая 1942 г. - начальник штаба 116-й отд. танковой бригады. Приказом НКО № 04628 от 07.06.1942 г. утверждён в занимаемой должности. С 28 августа 1942 г. - начальник оперативного отдела 25-го танкового корпуса. С 15 сентября 1942 г. - и.о. начальника штаба 25-го танкового корпуса. Приказом Воронежского фронта № 071 от 30.09.1942 г. утверждён в занимаемой должности.
С 12 декабря 1942 г. - и.д. командира 262-го отд. танкового полка прорыва. Приказом Воронежского фронта № 0344 от 25.12.1942 г. утверждён в занимаемой должности.
С 9 апреля 1943 г. - и.д. командира 192-й отд. танковой бригады. Приказом НКО № 03352 от 24.06.1943 г. утверждён в занимаемой должности. В июле 1943 г. 192-я отбр участвовала в боях на «Курской дуге», обороняя направление вдоль шоссе Белгород-Обоянь, оперативно подчиняясь командующему 1-й ТА. За бои на «Курской дуге» бригаде присвоено звание «Гвардейская» и она стала 39-й гвардейской танковой бригадой.
Приказом НКО № 03521 от 21.08.1943 г. назначен начальником штаба 2-го гв. танкового Тацинского корпуса.

### После войны
Начальник штаба 2-го гв. танкового Тацинского корпуса.
С 6 октября 1945 г. начальник штаба 2-й гв. танковой дивизии. Приказом МВС СССР № 0313 от 25.08.1946 г. назначен командиром 2-й гв. танковой дивизии.
Приказом МВС СССР № 0217 от 03.03.1948 г. назначен Заместителем начальника Высшей Офицерской школы самоходной артиллерии. С 28 марта 1949 г. - заместитель начальника кафедры штабной службы Военной академии БТВ им. И. В. Сталина. С 28 апреля 1950 г. - заместитель начальника кафедры тактики высших соединений Военной академии БТВ им. И. В. Сталина. Приказом ВМ СССР № 01849 от 30.08.1950 г. назначен начальником кафедры БТ и МВ, Военной академии им. М. В. Фрунзе. Приказом ВМ СССР № 02477 от 19.06.1951 г. назначен начальником кафедры тактики Военной академии БТВ им. И. В. Сталина.
Приказом ВМ СССР № 03366 от 02.08.1952 г. назначен Командующим БТ и МВ 8-й гв. армии (Северная ГВ). Приказом МО СССР № 0925 от 17.02.1954 г. назначен Помощником командующего 8-й гв. армией по танковому вооружению.
С 27 января 1955 г. зачислен в распоряжение Главного управления кадров СА. Приказом МО СССР № 0990 от 19.02.1955 г. уволен в запас по ст. 59 (по болезни) с правом ношения военной формы с особыми отличительными знаками на погонах. Умер 30 декабря 1974 г. после тяжёлой болезни. Похоронен в Москве на Никольском кладбище.

## Воинские звания
- капитан (Приказ НКО № 361 от 1938);
- майор (Приказ НКО № 482 от 1939)[2];
- подполковник (Приказ НКО № 02847 от 11.04.1942);
- полковник (Приказ НКО № 03070 от 22.05.1943)[2];
- генерал-майор т/в (Постановление СНК СССР № 274 от 11.03.1944)[2]

## Награды
- орден Ленина (24.06.1948)[4][2].
- пять орденов Красного Знамени (05.03.1943, 03.11.1944, 31.01.1945, 20.04.1953)[5][2].

- Орден Кутузова II степени (19.04.1945)
- Орден Отечественной войны I степени (11.06.1944)
- Орден Красной Звезды (10.07.1944)[2];
- Медаль «За боевые заслуги»
- медаль «За победу над Германией в Великой Отечественной войне 1941—1945 гг.» (09.05.1945),

- Медаль «За взятие Кёнигсберга» (9.6.1945)
- медаль «XX лет РККА» (1938)
- юбилейная медаль «30 лет Советской Армии и Флота» (1948)[2].

## Память
- На могиле установлен надгробный памятник
- Его имя увековечено в Главном Храме Вооружённых сил России, и навсегда запечатлено на мемориале «Дорога памяти»[2]